# Celep
För andra betydelser, se Celep (olika betydelser).
Celep är en kommun och by i distriktet Kulu, belägen cirka 100 km norr om staden Konya i Turkiet (centrala Anatolien). Celep hade 2 239 invånare i slutet av 2011.
Ordet celep betyder "den som handlar med slaktdjur" eller "boskapshandlare". Celepborna anser själva att ordet betyder "vit kamel" och har därför ett metallornament av en kamel vid infarten till orten.

## Historia
På 1830-talet bosatte sig kurdiska nomader i det område som idag heter Celep. Ursprungligen härstammade de från Adiyaman, Antep, Maraş och Urfa.
Celeps folkmängd uppgick år 1960 till 850 invånare och i slutet av 2011 hade orten 2 239 invånare.

## Kända personer från Celep
- Ismet Celepli
- Shan Atci

## Fotnoter
1. 1 2   Türkiye istatistik Kurumu; Adrese Dayalı Nüfus Kayıt Sistemi, Nüfus Sayımı Sonuçları Arkiverad 20 september 2015 hämtat från the Wayback Machine. Adressbaserat folkbokföringssystem. Läst 29 januari 2012.
2. ↑  ”YerelNET - Celep Belediyesi”. Arkiverad från originalet den 11 oktober 2007. https://web.archive.org/web/20071011173431/http://yerelnet.org.tr/belediyeler/index.php?belediyeid=127857. Läst 12 augusti 2007.